# Maipo (tỉnh)
Tỉnh Maipo (tiếng Tây Ban Nha: Provincia de Maipo) là một tỉnh của Chile. Tỉnh có diện tích 1120.5 km2, dân số theo điều tra năm 2002 là 378444 người. Tỉnh lỵ đóng ở San Bernardo. Tỉnh có 4 khu tự quản.